# گو وون
گو وون (کره‌ای: 구원؛ زادهٔ کیم ته هیونگ در ۵ فوریه ۱۹۸۸) بازیگر و مدل اهل کره جنوبی است. او در آثاری همچون آلیس در چونگدامدونگ و نواقص عشق ایفای نقش کرده است.

## فیلم‌شناسی

### فیلم
| سال  | عنوان         | نقش         | توضیحات | منابع |
| ---- | ------------- | ----------- | ------- | ----- |
| ۲۰۱۳ | مشت‌های افسانه | لی سانگ هون |         | [ ۴ ] |
| ۲۰۱۴ | جوانی         | جونگ گو     |         | [ ۵ ] |
| ۲۰۱۶ | دیوانه        | وو سوب      |         | [ ۶ ] |
| ۲۰۲۱ | I Will Song   | با رام      |         | [ ۷ ] |

### مجموعه تلویزیونی
| سال       | عنوان                                         | نقش         | توضیحات        | منابع  |
| --------- | --------------------------------------------- | ----------- | -------------- | ------ |
| ۲۰۱۲–۲۰۱۳ | آلیس در چونگدامدونگ                           | سو هو مین   |                | [ ۸ ]  |
| ۲۰۱۳      | گل و شمشیر                                    | هو ته       |                | [ ۹ ]  |
| ۲۰۱۴      | کشف عشق                                       | چوی اون کیو |                | [ ۱۰ ] |
| ۲۰۱۴      | درامای ویژه کی‌بی‌اس – «من پدرم را معرفی می‌کنم» | اوه دونگ جو | فصل ۵; قسمت ۲۶ | [ ۱۱ ] |
| ۲۰۱۷      | دشمنانی از گذشته                              | مین جی سوک  |                | [ ۱۲ ] |
| ۲۰۱۹      | خیلی قانونی                                   | سونگ گی جون |                | [ ۱۳ ] |
| ۲۰۱۹–۲۰۲۰ | نواقص عشق                                     | لی مین هیوک |                | [ ۱۴ ] |